# Shinobi (videojuego de 1987)
Shinobi (SHINOBI 忍?) es un videojuego de acción para máquinas recreativas.

## Resumen
Shinobi fue creado por SEGA en Japón, y distribuido por la misma compañía en noviembre de 1987.

En 2009, el videojuego fue reeditado por SEGA y distribuido en formato digital por Nintendo y Microsoft, a través de la Consola Virtual de la Wii y del servicio Xbox Live Arcade de la Xbox 360 respectivamente.

Tras su lanzamiento, entre 1988 y 1989, se hicieron muchas conversiones y adaptaciones de Shinobi a consolas de videojuegos y ordenadores personales de la época.

Shinobi también cuenta con numerosas secuelas, conocidas como la saga Shinobi, además de una parodia titulada Alex Kidd in Shinobi World.

Shadow Dancer es la única continuación de Shinobi que hubo en formato para máquinas recreativas.

## Historia
Joe Musashi es un ninja de la era actual que lucha contra una organización criminal llamada Zeed. 

Para rescatar a los niños ninja que han sido secuestrados, Joe tendrá que acabar con los cinco líderes de Zeed, y con todos los secuaces que encuentre en su camino hacia la base secreta de la organización.

## Sistema
Shinobi es básicamente un juego de acción con scroll horizontal, en el que el jugador avanza hacia la derecha mientras derriba a los enemigos que encuentra en su camino, usando sus shuriken, un ninjato y una magia ninja especial.

Una peculiaridad de su sistema de juego, es que en algunas fases la pantalla está dividida en dos alturas, que el jugador podrá alternar según le convenga en cada momento.

El juego se compone de cinco misiones. Cada misión consta de dos a tres niveles más un enemigo final. Después de cada misión, aparece un minijuego (pantalla de bonus) donde se consigue una vida extra al completarlo con éxito.
El objetivo a cumplir en cada nivel es rescatar a todos los niños ninja secuestrados que hay repartidos por el escenario, y llegar al final de este antes de que el tiempo se agote. En el caso de que algún niño no haya sido liberado, no podrá avanzar al escenario siguiente y la pantalla puede ser recorrida hacia la izquierda, desandando el camino para poder rescatar el o los objetivos olvidados. A diferencia de juegos de scroll horizontal como Wonder Boy (que avanzan de manera constante o uniforme de izquierda hacia derecha), Shinobi permite ir y volver en el mapa o escenario de manera constante.

## Controles
El juego se maneja con un joystick de 8 direcciones y 3 botones de acción: disparo, salto y magia ninja especial.

Cambiar de altura en los lugares donde sea posible, se consigue combinando las posiciones arriba o abajo del joystick con el botón de salto.

## Creadores
Los creadores de Shinobi aparecen en los créditos haciendo uso de pseudónimos y sin especificar su rol concreto en el desarrollo:

- Sugachan 26 (Yutaka Sugano, director)
- Wagamama Kenchi
- T O P 1
- Gyofunori
- Hanachan
- Super Haggar
- Fanta Jijii
- Yamiagari
- Shinjuku Otoko

## Conversiones
| N.º | Plataforma    | Desarrollador            | Publicador                | Año  | Región                          | Descripción |
| --- | ------------- | ------------------------ | ------------------------- | ---- | ------------------------------- | --- |
| 1.  | Master System | SEGA                     | SEGA                      | 1988 | Japón · Estados Unidos · Europa | Dentro de las limitaciones de los 8 bits de la consola, gráficamente es una conversión muy fiel al original. Mantiene el mismo número de niveles y misiones que el juego de recreativa. Algunos niveles presentan ligeras modificaciones. En el sistema de juego ha sufrido los siguientes cambios: - Se ha añadido una barra de energía además de las vidas. - No es necesario rescatar a todos los niños ninja para pasar de nivel. - Se ha añadido un sistema de “power up” de cuatro niveles para los ataques de corto alcance (golpes, cadena, katana, nunchaku), y se han añadido más niveles de “power up” a los ataques de largo alcance (un shuriken, varios shuriken, granada y fusil). - El acceso a la pantalla de bonus se consigue al rescatar niños ninja. - Al completar con éxito la pantalla de bonus se consiguen las magias ninja. - Se ha modificado el sistema de magias ninja y se han añadido varios tipos (invencibilidad, congelar a los enemigos, levitación, etc.). |
| 2.  | NES           | Tengen                   | Tengen                    | 1989 | Estados Unidos                  | Fue creado a partir de la versión de Master System. Este título no fue licenciado por Nintendo. |
| 3.  | PC Engine     | Asmik                    | NEC Corporation           | 1989 | Japón                           | A nivel jugable y gráfico es la conversión más fiel al original, pero ha sufrido los siguientes recortes: - Se ha suprimido toda la misión 2 de la recreativa original. - Se ha eliminado el arma potente. - Se han suprimido varios tipos de enemigo (“spiderman”, militares con lanzacohetes, militares con lanzagranadas, enanos que saltan y pájaros). - Se ha eliminado la pantalla de bonus entre misiones. |
| 4.  | Commodore 64  |                          | Virgin Games Mastertronic | 1989 | Estados Unidos · Europa         | Posiblemente la mejor conversión del juego a ordenadores de 8 bits. |
| 5.  | Amstrad CPC   | Binary Design            | Sales Curve Virgin Games  | 1989 | Europa                          | Una conversión fiel al original, pero por debajo de las posibilidades del ordenador a nivel gráfico y de jugabilidad. |
| 6.  | ZX Spectrum   | Binary Design            | Sales Curve Virgin Games  | 1989 | Europa                          | Buena respuesta de los controles. Aprovecha bien las capacidades del ordenador. |
| 7.  | MSX           | Binary Design            | Sales Curve Virgin Games  | 1989 | Europa                          | Muy similar a la versión de ZX Spectrum.. |
| 8.  | PC MS-DOS     | Micromosaics Productions |                           | 1989 | Estados Unidos                  | Gráficamente está entre la versión de Amstrad CPC y la de Spectrum. El control es suave, pero el sonido es muy precario. Los niveles han sufrido modificaciones con respecto al original. |
| 9.  | Amiga         | Binary Design            | Virgin Games              | 1989 | Europa                          | La calidad gráfica no llega a la altura de la versión de PC Engine, pero mantiene el fusil como arma especial. |
| 10. | Atari ST      | Binary Design            | Virgin Games              | 1989 | Europa                          | Prácticamente el mismo juego que la versión Amiga. |

## Curiosidades
En la reedición de Xbox Live Arcade y Consola Virtual, los colores del enemigo que aparece trepando por las paredes del nivel 1-2, han cambiado de rojo y azul a verde y amarillo, probablemente, para evitar posibles conflictos con propiedades intelectuales ajenas, pues podría confundirse con el famoso personaje de Marvel Comics, Spider-Man.

También se han suprimido los pósteres de Marilyn Monroe que aparecían en el primer muro de fondo del nivel 1-2.
En el juego de Nostale es un posible compañero con las mismas características que el original